# Just Charlie
Pour plus de détails, voir Fiche technique et Distribution.
Just Charlie est un film dramatique britannique réalisé par Rebekah Fortune, sorti en 2017. Il s’agit de l’adaptation du court-métrage Something Blue des mêmes scénariste et réalisateur (2011).

## Synopsis
Charlie, quinze ans, promis à un bel avenir dans le football, a les faveurs de son père qui espère le voir intégrer une grande équipe de foot. Mais Charlie va révéler un secret qui fera basculer tout son univers familial. Il ne supporte plus le corps de garçon dans lequel il se sent enfermé.

## Fiche technique
- Titre original : Just Charlie
- Réalisation : Rebekah Fortune
- Scénario : Peter Machen, d’après le court-métrage Something Blue des mêmes scénariste et réalisateur (2011)
- Direction artistique : Emma Jesse
- Décors : Kerrie Ahern
- Costumes : Robyn Morell
- Photographie : Karl Clarke
- Montage : Erline O'Donovan
- Musique : Yann McCullough et Darryl O'Donovan
- Production : Karen Newman
- Société de production : Seahorse Films
- Société de distribution : Wolfe Releasing
- Pays d’origine :  Royaume-Uni
- Langue originale : anglais
- Format : couleur
- Genre : drame
- Durée : 97 minutes
- Dates de sortie :
  - Mexique : 11 mars 2017[2] (Festival international du film de Guadalajara, avant-première mondiale)
  - Royaume-Uni : 23 juin 2017[3] (Festival international du film d'Édimbourg)
  - France : 15 mai 2019

## Distribution
- Scot Williams : Paul Lyndsay
- Patricia Potter : Susan Lyndsay
- Harry Gilby : Charlie Lyndsay
- Karen Bryson : Claire Robson
- Jeff Alexander : Tony Robson
- Travis Blake Hall : Tommy Robson
- Peter Machen : Mick Doyle
- Jess Collett : Imogen Marshall
- Ewan Mitchell : Jason
- Oliver Huntingdon: Alex

## Accueil

### Festivals
Just Charlie est sélectionné et projeté en avant-première mondiale le 11 mars 2017 au Festival international du film de Guadalajara au Mexique, avant d’être présenté au Festival international du film d'Édimbourg au Royaume-Uni qui a lieu le 23 juin 2017 et où il obtient le prix du public.

### Critique
Le film reçoit une note moyenne de 2,9 sur AlloCiné.
De ce film, Spencer Coile du Film Inquiry précise que c’est « un film simple (…) sur l’acceptation de soi-même et de celle des autres, (…) sur l’expérience trans : la révélation qui se déclare trans. (…) Il rappelle avec émotion combien ces histoires doivent être racontées. Et peut-être c’est notre première tâche de l’écouter attentivement. » (« a simple story (…) about acceptance, from both yourself and from others, (…) on the trans experience: the revelation that is coming out as trans. (…) A touching reminder that these stories need to be told. And perhaps it is our job to listen »).

## Distinctions

### Récompenses
- Festival Mamers en Mars 2018, Prix du Public
- Festival Univerciné Britannique de Nantes 2018, Prix du Public
- Festival CinéPride Nantes 2018, Prix du Public
- Festival international du film d'Édimbourg 2017 : Prix du public
- Festival du film européen de Séville 2017 : Prix du public Cinephiles of the Future
- Festival international du film pour enfants de Zlin 2017 : Meilleur film pour enfants

### Nominations
- British Independent Film Awards 2017 : Meilleur espoir pour Harry Gilby
- Festival international du film du Caire 2017 : Meilleur film
- Festival international du film de Guadalajara 2017 : Meilleur film

### Sélection
- Festival de Cannes 2019 : sélection Écrans de Cannes Junior, en compétition